# Frances Hyde
Frances Hyde (roz. Frances Aylesbury; pokřtěna 25. srpna 1617, † 8. srpna 1667) byla anglickou šlechtičnou, manželkou 1. hraběte z Clarendonu. Jako matka Anny Hydeové byla tchyní Jakuba II. Stuarta, sesazeného krále Anglie, Skotska a Irska, a babičkou Marie II. a královny Anny.

## Život
Frances Aylesbury se narodila jako dcera a eventuální jediná dědička sira Thomase Aylesburyho, 1. baroneta a jeho manželky Anny Denmanové. Překladatel William Aylesbury byl její bratr.
10. července 1634 se stala druhou manželkou Eduarda Hydea, pozdějšího barona Hydea a hraběte z Clarendonu, který byl v letech 1658–1667 anglickým lordem kancléřem. Měli spolu šest dětí:
- Anna Hydeová (1637–1671), manželka Jakuba II. Stuarta.
- Henry Hyde, 2. hrabě z Clarendonu (1638–1709)
- Laurence Hyde, 1. hrabě z Rochesteru
- Eduard (zemřel mladý)
- Jakub (zemřel mladý)
- Frances, manželka Thomase Keightleye.

## Charakter
Její manžel ji ve svým pamětech zmínil poněkud opatrně, ale z jejich dochovaných dopisů je zřejmé, že to bylo blízké a milující manželství, dostatečně silné, aby vydrželo čtyřleté odloučení za anglické občanské války. Jeho nezvykle intimní přátelství s Annou Villiersovou (sestřenicí jeho první manželky, Anny Ayliffeové) nikdy nepředstavovalo hrozbu pro jeho šťastné druhé manželství. V každém případě jeho přátelství s Villiersovou skončilo hořkou hádkou někdy v roce 1654.
Smrt Frances Aylesbury po krátké nemoci ve věku necelých 50 let byla pro jejího manžela velkou ránou. Ve své poslední vůli z roku 1666 napsal o Frances: „Moje drahá žena, která mě doprovázela a pomáhala mi ve vší mé nouzi s odevzdaností a odvahou a ve všech ohledech by si ode mne zasloužila mnohem víc, než jí mohu poskytnout“.
Další hold jí složil diplomat Henry Coventry, který se pak zabýval mírovými jednáními v Bredě, a napsal, že zpráva o Francesině vážné nemoci ho učinila „velmi neschopným k obchodu“. Clarendonovi napsal, „že s ním z hloubi duše soucítí“.